# Skauting dla chłopców

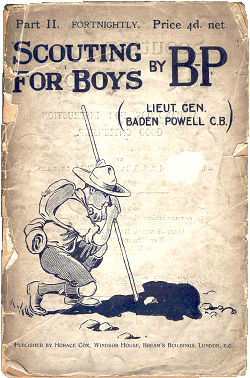
Okładka drugiej części Scouting for Boys, styczeń 1908

Skauting dla chłopców (ang. Scouting for Boys) – książka napisana przez gen. Roberta Badena-Powella w latach 1906–1907, a wydana w 1908. Składa się z kolejnych gawęd-rozdziałów. Jest to podstawowy podręcznik skautowy na świecie.
Pomysł napisania książki powstał już w 1906. Idee w niej prezentowane Robert Baden-Powell przetestował podczas pierwszego obozu skautowego na wyspie Brownsea. Podręcznik wydany został początkowo w sześciu częściach ukazujących się od stycznia do marca 1908, a następnie jako całość w maju 1908.
Książkę po raz pierwszy na język polski przetłumaczył Andrzej Małkowski w 1910 (rozpoczął już pod koniec 1909, wydanie w 1911), jej tłumaczenie stanowiło dla niego inspirację do powołania skautingu na ziemiach polskich i wykorzystania polskiej organizacji skautowej do przygotowania młodzieży do walki o niepodległość Polski.
Drugie polskie opracowanie, noszące tytuł Harce młodzieży polskiej, dokonane zostało przez Eugeniusza Piaseckiego i Mieczysława Schreibera. Pracę rozpoczęli w 1910. Tłumaczenie było gotowe na wiosnę 1911, jednak autorzy, nie chcąc robić konkurencji dla opracowania Andrzeja Małkowskiego, wstrzymali się z wydaniem o rok. Zaowocowało to dopracowaniem nazewnictwa. Książka po poprawkach została wydana latem 1912.
W 1913 pojawiło się tłumaczenie Bronisława Bouffałła Skauting dla młodzieży. Było to pierwsze tłumaczenie z upoważnieniem autora. Poprzednie dwie książki były opracowaniami na podstawie.

## Prawa autorskie i wydawnicze
Scouting for boys była jednym z bestsellerów XX wieku. Łączny nakład książki na świecie szacowany jest na 100–150 mln.
Materialne prawa autorskie książki „Scouting for Boys“ stały się publiczną własnością (domena publiczna) w roku 2011, to jest 70 lat po śmierci Baden-Powella (8 stycznia 1941 r.). Przed 2011 r. wydawanie jej, czy to jako reprodukcja czy to jako tłumaczenie, mogło być dokonywane wyłącznie za zezwoleniem brytyjskiej organizacji The Scout Association. Wyjątkiem jest USA, gdzie prawo do wydawania tej książki lub zawartych w niej materiałów zostało nadane osobiście przez jej autora  Baden-Powela organizacji Boy Scouts of America. W oparciu o to amerykański podręcznik skautingu „Boy Scout Handbook” jest nieprzerwanie (ale z kolejnymi wielkimi zmianami) wydawany od 1910.